# Dampfiella paratina
Dampfiella paratina är en kvalsterart som först beskrevs av Sandór Mahunka 1983.  Dampfiella paratina ingår i släktet Dampfiella och familjen Dampfiellidae. Inga underarter finns listade i Catalogue of Life.